# MLB Seizoen 2018
Het MLB Seizoen 2018, is het 117e seizoen van de Major League Baseball. Het voorseizoen, ook wel Spring Training begon op 23 februari en eindigde op 27 maart 2018. Het begin van de reguliere competitie begon op 29 maart en eindigde op 1 oktober. De reguliere competitie werd met een dag verlengd om via tiebreak-wedstrijden de winnaars van de National League Central en de National League West aan te wijzen. Het naseizoen of te wel Postseason begon op 2 oktober. De World Series begonnen op 23 oktober en eindigden op 28 oktober 2018 en werden gewonnen door de Boston Red Sox.
Nationals Park, de thuishaven van de Washington Nationals vormde het decor voor de 89ste Major League Baseball All-Star Game die op 17 juli 2018 werd gehouden. Het team van de American League won (in 10 innings) met 8 - 6 van het National League team. Het was de zesde overwinning op rij voor de AL.

## Teams

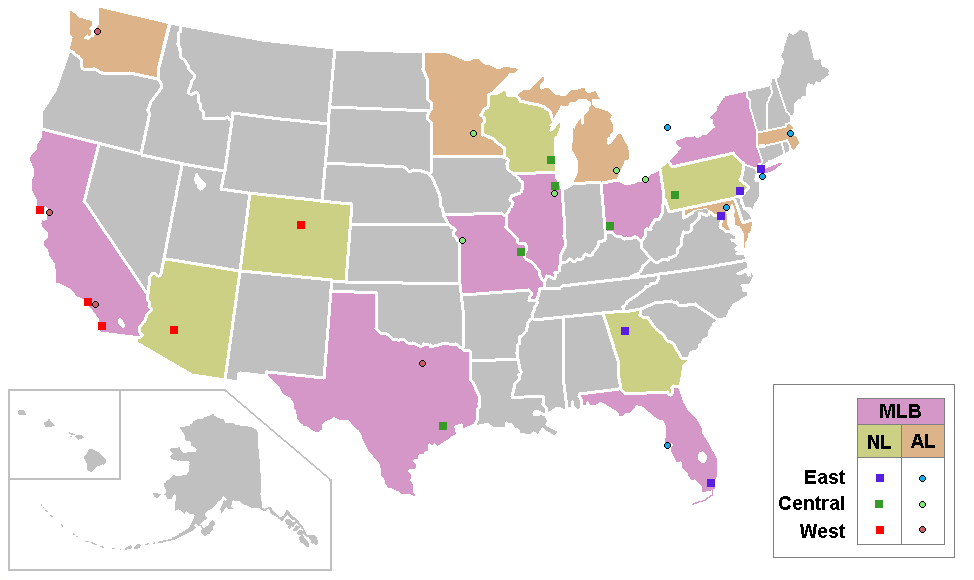
Thuisbasis huidige MLB-teams

De MLB competitie telt 30 teams. Er zijn twee leagues, namelijk de American League en de National League. Iedere league bestaat uit 15 teams. Deze zijn op zich weer verdeeld in 3 divisies van vijf teams (East, Central en West).

### American League 2018
| Divisie | Team               | Stad                     | Stadion                         |
| ------- | ------------------ | ------------------------ | ------------------------------- |
| East    | Baltimore Orioles  | Baltimore, Maryland      | Oriole Park at Camden Yards     |
| East    | Boston Red Sox     | Boston, Massachusetts    | Fenway Park                     |
| East    | New York Yankees   | Bronx, New York          | Yankee Stadium                  |
| East    | Tampa Bay Rays     | St. Petersburg, Florida  | Tropicana Field                 |
| East    | Toronto Blue Jays  | Toronto, Ontario, Canada | Rogers Centre                   |
| Central | Chicago White Sox  | Chicago, Illinois        | Guaranteed Rate Field           |
| Central | Cleveland Indians  | Cleveland, Ohio          | Progressive Field               |
| Central | Detroit Tigers     | Detroit, Michigan        | Comerica Park                   |
| Central | Kansas City Royals | Kansas City, Missouri    | Kauffman Stadium                |
| Central | Minnesota Twins    | Minneapolis, Minnesota   | Target Field                    |
| West    | Houston Astros     | Houston, Texas           | Minute Maid Park                |
| West    | Los Angeles Angels | Anaheim, Californië      | Angel Stadium of Anaheim        |
| West    | Oakland Athletics  | Oakland, Californië      | Oakland-Alameda County Coliseum |
| West    | Seattle Mariners   | Seattle, Washington      | Safeco Field                    |
| West    | Texas Rangers      | Arlington, Texas         | Globe Life Park in Arlington    |

### National League 2018
| Divisie | Team                  | Stad                       | Stadion                  |
| ------- | --------------------- | -------------------------- | ------------------------ |
| East    | Atlanta Braves        | Atlanta, Georgia           | SunTrust Park            |
| East    | Miami Marlins         | Miami, Florida             | Marlins Park             |
| East    | New York Mets         | Queens, New York           | Citi Field               |
| East    | Philadelphia Phillies | Philadelphia, Pennsylvania | Citizens Bank Park       |
| East    | Washington Nationals  | Washington, D.C.           | Nationals Park           |
| Central | Chicago Cubs          | Chicago, Illinois          | Wrigley Field            |
| Central | Cincinnati Reds       | Cincinnati, Ohio           | Great American Ball Park |
| Central | Milwaukee Brewers     | Milwaukee, Wisconsin       | Miller Park              |
| Central | Pittsburgh Pirates    | Pittsburgh, Pennsylvania   | PNC Park                 |
| Central | St. Louis Cardinals   | St. Louis, Missouri        | Busch Stadium            |
| West    | Arizona Diamondbacks  | Phoenix, Arizona           | Chase Field              |
| West    | Colorado Rockies      | Denver, Colorado           | Coors Field              |
| West    | Los Angeles Dodgers   | Los Angeles, Californië    | Dodger Stadium           |
| West    | San Diego Padres      | San Diego, Californië      | Petco Park               |
| West    | San Francisco Giants  | San Francisco, Californië  | Oracle Park              |

## Reguliere Competitie & Eindstanden
De Minnesota Twins en de Cleveland Indians speelden op 17 en 18 april twee reguliere competitie wedstrijden in het Hiram Bithorn Stadium in San Juan, Puerto Rico. Terwijl de Los Angeles Dodgers en de San Diego Padres drie competitie wedstrijden speelden in stadion Estadio de Béisbol Monterrey in Monterrey, Mexico. Het seizoen 2018 is met in totaal 119 overwinningen het beste uit de geschiedenis van de Boston Red Sox. Slechts 2 teams scoorden beter: New York Yankees met 125 overwinningen in 1998 en de Seattle Mariners met 120 overwinningen in 2001.

### American League
Na 162 wedstrijden | Betekenis afkortingen: Gewonnen | Verloren | Gemiddelde | Achterstand

★ Speelt American League Wild Card Game

Eindstand per 1 oktober 2018
American League East
| Team                     | G   | V   | Gem.  | A  | Thuis G - V | Uit G - V |
| ------------------------ | --- | --- | ----- | -- | ----------- | --------- |
| Boston Red Sox (AL1)     | 108 | 54  | 0.667 | -  | 57 - 24     | 51 - 30   |
| New York Yankees ★ (AL4) | 100 | 62  | 0.617 | 8  | 53 - 28     | 47 - 34   |
| Tampa Bay Rays           | 90  | 72  | 0.556 | 18 | 51 - 30     | 39 - 42   |
| Toronto Blue Jays        | 73  | 89  | 0.451 | 35 | 40 - 41     | 33 - 48   |
| Baltimore Orioles        | 47  | 115 | 0.290 | 61 | 28 - 53     | 19 - 62   |

American League Central
| Team                    | G  | V   | Gem.  | A  | Thuis G - V | Uit G - V |
| ----------------------- | -- | --- | ----- | -- | ----------- | --------- |
| Cleveland Indians (AL3) | 91 | 71  | 0.562 | -  | 49 - 32     | 42 - 39   |
| Minnesota Twins         | 78 | 84  | 0.481 | 13 | 49 - 32     | 29 - 52   |
| Detroit Tigers          | 64 | 98  | 0.395 | 27 | 38 - 43     | 26 - 55   |
| Chicago White Sox       | 62 | 100 | 0.383 | 29 | 30 - 51     | 32 - 49   |
| Kansas City Royals      | 58 | 104 | 0.358 | 33 | 32 - 49     | 26 - 55   |

American League West
| Team                      | G   | V  | Gem.  | A  | Thuis G - V | Uit G - V |
| ------------------------- | --- | -- | ----- | -- | ----------- | --------- |
| Houston Astros (AL2)      | 103 | 59 | 0.636 | -  | 46 - 35     | 57 - 24   |
| Oakland Athletics ★ (AL5) | 97  | 65 | 0.599 | 6  | 50 - 31     | 47 - 34   |
| Seattle Mariners          | 89  | 73 | 0.549 | 14 | 45 - 36     | 44 - 37   |
| Los Angeles Angels        | 80  | 82 | 0.494 | 23 | 42 - 39     | 38 - 43   |
| Texas Rangers             | 67  | 95 | 0.414 | 36 | 34 - 47     | 33 - 48   |

### National League
Na 162 wedstrijden | Betekenis afkortingen: Gewonnen | Verloren | Gemiddelde | Achterstand

✦ Speelt National League Wild Card Game

Eindstand per 1 oktober 2018
National League East
| Team                  | G  | V  | Gem.  | A   | Thuis G - V | Uit G - V |
| --------------------- | -- | -- | ----- | --- | ----------- | --------- |
| Atlanta Braves (NL3)  | 90 | 72 | 0.556 | -   | 43 - 38     | 47 - 34   |
| Washington Nationals  | 82 | 80 | 0.506 | 8   | 41 - 40     | 41 - 40   |
| Philadelphia Phillies | 80 | 82 | 0.494 | 10  | 49 - 32     | 31 - 50   |
| New York Mets         | 77 | 85 | 0.475 | 13  | 37 - 44     | 40 - 41   |
| Miami Marlins         | 63 | 98 | 0.391 | 26½ | 38 - 43     | 25 - 55   |

National League Central
| Team                      | G  | V  | Gem.  | A   | Thuis G - V | Uit G - V |
| ------------------------- | -- | -- | ----- | --- | ----------- | --------- |
| Milwaukee Brewers ✤ (NL1) | 96 | 67 | 0.589 | -   | 51 - 30     | 45 - 37   |
| Chicago Cubs ✤ ✦ (NL4)    | 95 | 68 | 0.583 | 1   | 51 - 31     | 44 - 37   |
| St. Louis Cardinals       | 88 | 74 | 0.543 | 7½  | 43 - 38     | 45 - 36   |
| Pittsburgh Pirates        | 82 | 79 | 0.509 | 13  | 44 - 36     | 38 - 43   |
| Cincinnati Reds           | 67 | 95 | 0.414 | 28½ | 37 - 44     | 30 - 51   |

✤ Na 162 wedstrijden was de stand in divisie tussen de Milwaukee Brewers en de Chicago Cubs gelijk (95 - 67).

Zodoende was er een 163e wedstrijd nodig om een winnaar aan te wijzen.

Deze extra wedstrijd werd in Chicago gespeeld en door de Brewers met 3 - 1 gewonnen.

De Cubs werden daardoor verwezen naar de National League Wild Card Game tegen de Colorado Rockies.
National League West
| Team                        | G  | V  | Gem.  | A   | Thuis G - V | Uit G - V |
| --------------------------- | -- | -- | ----- | --- | ----------- | --------- |
| Los Angeles Dodgers ✤ (NL2) | 92 | 71 | 0.564 | -   | 45 - 37     | 47 - 34   |
| Colorado Rockies ✤ ✦ (NL5)  | 91 | 72 | 0.558 | 1   | 47 - 34     | 44 - 38   |
| Arizona Diamondbacks        | 82 | 80 | 0.506 | 9½  | 40 - 41     | 42 - 39   |
| San Francisco Giants        | 73 | 89 | 0.451 | 18½ | 42 - 39     | 31 - 50   |
| San Diego Padres            | 66 | 96 | 0.407 | 25½ | 31 - 50     | 35 - 46   |

✤ Na 162 wedstrijden was de stand in divisie tussen de Los Angeles Dodgers en de Colorado Rockies gelijk (91 - 71).

Zodoende was er een 163e wedstrijd nodig om een winnaar aan te wijzen.

Deze extra wedstrijd werd in Los Angeles gespeeld en door de Dodgers met 5 - 2 gewonnen.

De Rockies werden daardoor verwezen naar de National League Wild Card Game tegen de Chicago Cubs.

## Postseason Schema
|  | Wild Card Games In 1 wedstrijd (ALWC, NLWC) | Wild Card Games In 1 wedstrijd (ALWC, NLWC) | Wild Card Games In 1 wedstrijd (ALWC, NLWC) |   |                     | Division Series Best of 5 (ALDS, NLDS) | Division Series Best of 5 (ALDS, NLDS) | Division Series Best of 5 (ALDS, NLDS) |  |     | League Championship Series Best of 7 (ALCS, NLCS) | League Championship Series Best of 7 (ALCS, NLCS) | League Championship Series Best of 7 (ALCS, NLCS) |  |     | World Series Best of 7 | World Series Best of 7 | World Series Best of 7 |
|  |                                             |                                             |                                             |   |                     |                                        |                                        |                                        |  |     |                                                   |                                                   |                                                   |  |     |                        |                        |                        |
|  | AL1                                         | Boston Red Sox                              | -                                           |   |                     |                                        |                                        |                                        |  |     |                                                   |                                                   |                                                   |  |     |                        |                        |                        |
|  | -                                           | Geplaatst, winnaar AL East                  | -                                           |   |                     |                                        |                                        |                                        |  |     |                                                   |                                                   |                                                   |  |     |                        |                        |                        |
|  | -                                           | Geplaatst, winnaar AL East                  | -                                           |   | AL1                 | Boston Red Sox                         | 3                                      |                                        |  |     |                                                   |                                                   |                                                   |  |     |                        |                        |                        |
|  |                                             |                                             |                                             |   | AL1                 | Boston Red Sox                         | 3                                      |                                        |  |     |                                                   |                                                   |                                                   |  |     |                        |                        |                        |
|  |                                             | AL4                                         | New York Yankees                            | 2 |                     |                                        |                                        |                                        |  |     |                                                   |                                                   |                                                   |  |     |                        |                        |                        |
|  | AL4                                         | AL4                                         | New York Yankees                            | 2 | New York Yankees    | 1                                      |                                        |                                        |  |     |                                                   |                                                   |                                                   |  |     |                        |                        |                        |
|  | AL4                                         |                                             |                                             |   | New York Yankees    | 1                                      |                                        |                                        |  |     |                                                   |                                                   |                                                   |  |     |                        |                        |                        |
|  | AL5                                         | Oakland Athletics                           | 0                                           |   |                     |                                        |                                        |                                        |  |     |                                                   |                                                   |                                                   |  |     |                        |                        |                        |
|  | AL5                                         | Oakland Athletics                           | 0                                           |   |                     |                                        |                                        |                                        |  | AL1 | Boston Red Sox                                    | 4                                                 |                                                   |  |     |                        |                        |                        |
|  |                                             |                                             |                                             |   |                     |                                        |                                        |                                        |  | AL1 | Boston Red Sox                                    | 4                                                 |                                                   |  |     |                        |                        |                        |
|  |                                             | AL2                                         | Houston Astros                              | 1 |                     |                                        |                                        |                                        |  |     |                                                   |                                                   |                                                   |  |     |                        |                        |                        |
|  | AL2                                         | AL2                                         | Houston Astros                              | 1 | Houston Astros      | -                                      |                                        |                                        |  |     |                                                   |                                                   |                                                   |  |     |                        |                        |                        |
|  | AL2                                         |                                             |                                             |   | Houston Astros      | -                                      |                                        |                                        |  |     |                                                   |                                                   |                                                   |  |     |                        |                        |                        |
|  | -                                           | Geplaatst, winnaar AL West                  | -                                           |   |                     |                                        |                                        |                                        |  |     |                                                   |                                                   |                                                   |  |     |                        |                        |                        |
|  | -                                           | Geplaatst, winnaar AL West                  | -                                           |   | AL2                 | Houston Astros                         | 3                                      |                                        |  |     |                                                   |                                                   |                                                   |  |     |                        |                        |                        |
|  |                                             |                                             |                                             |   | AL2                 | Houston Astros                         | 3                                      |                                        |  |     |                                                   |                                                   |                                                   |  |     |                        |                        |                        |
|  |                                             | AL3                                         | Cleveland Indians                           | 0 |                     |                                        |                                        |                                        |  |     |                                                   |                                                   |                                                   |  |     |                        |                        |                        |
|  | AL3                                         | AL3                                         | Cleveland Indians                           | 0 | Cleveland Indians   | -                                      |                                        |                                        |  |     |                                                   |                                                   |                                                   |  |     |                        |                        |                        |
|  | AL3                                         |                                             |                                             |   | Cleveland Indians   | -                                      |                                        |                                        |  |     |                                                   |                                                   |                                                   |  |     |                        |                        |                        |
|  | -                                           | Geplaatst, winnaar AL Central               | -                                           |   |                     |                                        |                                        |                                        |  |     |                                                   |                                                   |                                                   |  |     |                        |                        |                        |
|  | -                                           | Geplaatst, winnaar AL Central               | -                                           |   |                     |                                        |                                        |                                        |  |     |                                                   |                                                   |                                                   |  | AL1 | Boston Red Sox         | 4                      |                        |
|  |                                             |                                             |                                             |   |                     |                                        |                                        |                                        |  |     |                                                   |                                                   |                                                   |  | AL1 | Boston Red Sox         | 4                      |                        |
|  |                                             | NL2                                         | Los Angeles Dodgers                         | 1 |                     |                                        |                                        |                                        |  |     |                                                   |                                                   |                                                   |  |     |                        |                        |                        |
|  | NL1                                         | NL2                                         | Los Angeles Dodgers                         | 1 | Milwaukee Brewers   | -                                      |                                        |                                        |  |     |                                                   |                                                   |                                                   |  |     |                        |                        |                        |
|  | NL1                                         |                                             |                                             |   | Milwaukee Brewers   | -                                      |                                        |                                        |  |     |                                                   |                                                   |                                                   |  |     |                        |                        |                        |
|  | -                                           | Geplaatst, winnaar NL Central               | -                                           |   |                     |                                        |                                        |                                        |  |     |                                                   |                                                   |                                                   |  |     |                        |                        |                        |
|  | -                                           | Geplaatst, winnaar NL Central               | -                                           |   | NL1                 | Milwaukee Brewers                      | 3                                      |                                        |  |     |                                                   |                                                   |                                                   |  |     |                        |                        |                        |
|  |                                             |                                             |                                             |   | NL1                 | Milwaukee Brewers                      | 3                                      |                                        |  |     |                                                   |                                                   |                                                   |  |     |                        |                        |                        |
|  |                                             | NL5                                         | Colorado Rockies                            | 0 |                     |                                        |                                        |                                        |  |     |                                                   |                                                   |                                                   |  |     |                        |                        |                        |
|  | NL4                                         | NL5                                         | Colorado Rockies                            | 0 | Chicago Cubs        | 0                                      |                                        |                                        |  |     |                                                   |                                                   |                                                   |  |     |                        |                        |                        |
|  | NL4                                         |                                             |                                             |   | Chicago Cubs        | 0                                      |                                        |                                        |  |     |                                                   |                                                   |                                                   |  |     |                        |                        |                        |
|  | NL5                                         | Colorado Rockies                            | 1                                           |   |                     |                                        |                                        |                                        |  |     |                                                   |                                                   |                                                   |  |     |                        |                        |                        |
|  | NL5                                         | Colorado Rockies                            | 1                                           |   |                     |                                        |                                        |                                        |  | NL1 | Milwaukee Brewers                                 | 3                                                 |                                                   |  |     |                        |                        |                        |
|  |                                             |                                             |                                             |   |                     |                                        |                                        |                                        |  | NL1 | Milwaukee Brewers                                 | 3                                                 |                                                   |  |     |                        |                        |                        |
|  |                                             | NL2                                         | Los Angeles Dodgers                         | 4 |                     |                                        |                                        |                                        |  |     |                                                   |                                                   |                                                   |  |     |                        |                        |                        |
|  | NL2                                         | NL2                                         | Los Angeles Dodgers                         | 4 | Los Angeles Dodgers | -                                      |                                        |                                        |  |     |                                                   |                                                   |                                                   |  |     |                        |                        |                        |
|  | NL2                                         |                                             |                                             |   | Los Angeles Dodgers | -                                      |                                        |                                        |  |     |                                                   |                                                   |                                                   |  |     |                        |                        |                        |
|  | -                                           | Geplaatst, winnaar NL West                  | -                                           |   |                     |                                        |                                        |                                        |  |     |                                                   |                                                   |                                                   |  |     |                        |                        |                        |
|  | -                                           | Geplaatst, winnaar NL West                  | -                                           |   | NL2                 | Los Angeles Dodgers                    | 3                                      |                                        |  |     |                                                   |                                                   |                                                   |  |     |                        |                        |                        |
|  |                                             |                                             |                                             |   | NL2                 | Los Angeles Dodgers                    | 3                                      |                                        |  |     |                                                   |                                                   |                                                   |  |     |                        |                        |                        |
|  |                                             | NL3                                         | Atlanta Braves                              | 1 |                     |                                        |                                        |                                        |  |     |                                                   |                                                   |                                                   |  |     |                        |                        |                        |
|  | NL3                                         | NL3                                         | Atlanta Braves                              | 1 | Atlanta Braves      | -                                      |                                        |                                        |  |     |                                                   |                                                   |                                                   |  |     |                        |                        |                        |
|  | NL3                                         |                                             |                                             |   | Atlanta Braves      | -                                      |                                        |                                        |  |     |                                                   |                                                   |                                                   |  |     |                        |                        |                        |
|  | -                                           | Geplaatst, winnaar NL East                  | -                                           |   |                     |                                        |                                        |                                        |  |     |                                                   |                                                   |                                                   |  |     |                        |                        |                        |

## Postseason Boxscores & Uitslagen
Afkortingen en termen:

1 t/m 9, of meer Inning | Run (Punt) | Hit (Slag) | Error (Fout) | WP (Winning pitcher ook wel winnende werper. Deze wordt toegewezen aan een werper van het winnende team) | LP (Losing pitcher ook wel verliezende werper. Deze wordt toegewezen aan een werper van het verliezende team) | Save (Wordt toegekend aan een werper die onder bepaalde voorgeschreven omstandigheden een wedstrijd voor het winnende team beëindigt) | HR (Home Run)

### American League Wild Card Game

#### New York Yankeess (AL4) vs. Oakland Athletics (AL5)
In 1 wedstrijd | New York Yankees wint ALWC Game
| Wedstrijd | Datum     | Uitslag                                  |
| --------- | --------- | ---------------------------------------- |
| 1         | 3 oktober | Oakland Athletics 2 @ New York Yankees 7 |

ALWC Game

3 oktober 2018 | Yankee Stadium, New York, New York

Speelduur: 3 uur 25 min. | 21°C, Gedeeltelijk bewolkt | Toeschouwers: 49.620
| Team              | 1 | 2 | 3 | 4 | 5 | 6 | 7 | 8 | 9 | R | H | E |
| ----------------- | - | - | - | - | - | - | - | - | - | - | - | - |
| Oakland Athletics | 0 | 0 | 0 | 0 | 0 | 0 | 0 | 2 | 0 | 2 | 4 | 0 |
| New York Yankees  | 2 | 0 | 0 | 0 | 0 | 4 | 0 | 1 | X | 7 | 7 | 1 |

WP: Dellin Betances (1 - 0) | VP: Liam Hendriks (0 - 1) | Save: -

HR A's: Khris Davis (1) | HR Yankees: Aaron Judge (1),  Giancarlo Stanton (1)

Boxscore MLB

### National League Wild Card Game

#### Chicago Cubs (NL4) vs. Colorado Rockies (NL5)
In 1 wedstrijd | Colorado Rockies wint NLWC Game
| Wedstrijd | Datum     | Uitslag                             |
| --------- | --------- | ----------------------------------- |
| 1         | 2 oktober | Colorado Rockies 2 @ Chicago Cubs 1 |

NLWC Game

2 oktober 2018 | Wrigley Field, Chicago, Illinois

Speelduur: 4 uur 55 min. | 16°C, Bewolkt | Toeschouwers: 40.151
| Team             | 1 | 2 | 3 | 4 | 5 | 6 | 7 | 8 | 9 | 10 | 11 | 12 | 13 | R | H  | E |
| ---------------- | - | - | - | - | - | - | - | - | - | -- | -- | -- | -- | - | -- | - |
| Colorado Rockies | 1 | 0 | 0 | 0 | 0 | 0 | 0 | 0 | 0 | 0  | 0  | 0  | 1  | 2 | 11 | 1 |
| Chicago Cubs     | 0 | 0 | 0 | 0 | 0 | 0 | 0 | 1 | 0 | 0  | 0  | 0  | 0  | 1 | 6  | 0 |

WP: Scott Oberg (1 - 0) | VP: Kyle Hendricks (0 - 1) | Save: -

HR Rockies: - | HR Cubs: -

Boxscore MLB

### American League Division Series

#### Boston Red Sox (AL1) vs. New York Yankees (AL4)
Best of 5 | Boston Red Sox wint ALDS met 3 - 1
| Wedstrijd | Datum     | Uitslag                                |
| --------- | --------- | -------------------------------------- |
| 1         | 5 oktober | New York Yankees 4 @ Boston Red Sox 5  |
| 2         | 6 oktober | New York Yankees 6 @ Boston Red Sox 2  |
| 3         | 8 oktober | Boston Red Sox 16 @ New York Yankees 1 |
| 4         | 9 oktober | Boston Red Sox 4 @ New York Yankees 3  |

ALDS Game 1

5 oktober 2018 | Fenway Park, Boston, Massachusetts

Speelduur: 3 uur 41 min. | 12°C, Gedeeltelijk bewolkt | Toeschouwers: 39.059
| Team             | 1 | 2 | 3 | 4 | 5 | 6 | 7 | 8 | 9 | R | H  | E |
| ---------------- | - | - | - | - | - | - | - | - | - | - | -- | - |
| New York Yankees | 0 | 0 | 0 | 0 | 0 | 2 | 1 | 0 | 1 | 4 | 10 | 0 |
| Boston Red Sox   | 3 | 0 | 2 | 0 | 0 | 0 | 0 | 0 | X | 5 | 8  | 0 |

WP: Chris Sale (1 - 0) | LP: J.A. Happ (0 - 1) | Save: Craig Kimbrel (1)

HR Yankees: Aaron Judge (1) | HR Red Sox: J.D. Martinez (1)

Boston Red Sox leidt ALDS met 1 - 0

Boxscore MLB

ALDS Game 2

6 oktober 2018 | Fenway Park, Boston, Massachusetts

Speelduur: 3 uur 31 min. | 17°C, Bewolkt | Toeschouwers: 39.151
| Team             | 1 | 2 | 3 | 4 | 5 | 6 | 7 | 8 | 9 | R | H | E |
| ---------------- | - | - | - | - | - | - | - | - | - | - | - | - |
| New York Yankees | 1 | 2 | 0 | 0 | 0 | 0 | 3 | 0 | 0 | 6 | 8 | 0 |
| Boston Red Sox   | 0 | 0 | 0 | 1 | 0 | 0 | 1 | 0 | 0 | 2 | 5 | 1 |

WP: Masahiro Tanaka (1 - 0) | LP: David Price (0 - 1) | Save: Craig Kimbrel (1)

HR Yankees: Aaron Judge (2), Gary Sanchez 2 (2) | HR Red Sox: Xander Bogaerts (1)

Stand ALDS is 1 - 1

Boxscore MLB

ALDS Game 3

8 oktober 2018 | Yankee Stadium, New York, New York

Speelduur: 3 uur 41 min. | 19°C, Motregen | Toeschouwers: 49.657
| Team             | 1 | 2 | 3 | 4 | 5 | 6 | 7 | 8 | 9 | R  | H  | E |
| ---------------- | - | - | - | - | - | - | - | - | - | -- | -- | - |
| Boston Red Sox   | 0 | 1 | 2 | 7 | 0 | 0 | 1 | 3 | 2 | 16 | 18 | 0 |
| New York Yankees | 0 | 0 | 0 | 1 | 0 | 0 | 0 | 0 | 0 | 1  | 5  | 0 |

WP: Nathan Eovaldi (1 - 0) | LP: Luis Severino (0 - 1) | Save: Craig Kimbrel (1)

HR Red Sox: Brock Holt (1) | HR Yankees: -

Boston Red Sox leidt ALDS met 2 - 1

Boxscore MLB

ALDS Game 4

9 oktober 2018 | Yankee Stadium, New York, New York

Speelduur: 3 uur 28 min. | 22°C, Onbewolkt | Toeschouwers: 49.641
| Team             | 1 | 2 | 3 | 4 | 5 | 6 | 7 | 8 | 9 | R | H | E |
| ---------------- | - | - | - | - | - | - | - | - | - | - | - | - |
| Boston Red Sox   | 0 | 0 | 3 | 1 | 0 | 0 | 0 | 0 | 0 | 4 | 8 | 0 |
| New York Yankees | 0 | 0 | 0 | 0 | 1 | 0 | 0 | 0 | 2 | 3 | 5 | 1 |

WP: Rick Porcello (1 - 0) | LP: CC Sabathia (0 - 1) | Save: Craig Kimbrel (2)

HR Red Sox: Christian Vazquez (1) | HR Yankees: -

Boston Red Sox wint ALDS met 3 - 1

Boxscore MLB
American League:

Oostdivisie:
Baltimore Orioles ·
Boston Red Sox ·
New York Yankees ·
Tampa Bay Rays ·
Toronto Blue Jays

Centrumdivisie:
Chicago White Sox ·
Cleveland Guardians ·
Detroit Tigers ·
Kansas City Royals ·
Minnesota Twins

Westdivisie:
Houston Astros ·
Los Angeles Angels ·
Oakland Athletics ·
Seattle Mariners ·
Texas Rangers
National League:

Oostdivisie:
Atlanta Braves ·
Miami Marlins ·
New York Mets ·
Philadelphia Phillies ·
Washington Nationals

Centrumdivisie:
Chicago Cubs ·
Cincinnati Reds ·
Milwaukee Brewers ·
Pittsburgh Pirates ·
St. Louis Cardinals

Westdivisie:
Arizona Diamondbacks ·
Colorado Rockies ·
Los Angeles Dodgers ·
San Diego Padres ·
San Francisco Giants
World Series · Major League Baseball All-Star Game